# Økologisk gæld
Økologisk gæld er et udtryk for den byrde, som en brugergruppe lægger på andre, hvis den forbruger mere af naturens ressourcer, end naturen kan nå at reproducere. Forbruget medfører typisk affald, og affaldets belastning af naturen indgår i opgørelsen af økologisk gæld. Udtrykket økologisk gæld giver også mening, når bæredygtighed opgøres i tal.

## International debat
Udtrykket økologisk gæld kom ind i den internationale debat, da NGOer ved det alternative Global Forum vedtog en Debt Treaty (Gældstraktat) i forbindelsen med Rio-konferencen om Bæredygtig Udvikling i 1992. I denne tekst er det 'The North', Vestens industrialiserede lande, der påfører 'the South', udviklingslandene, en økologisk gæld. Det sker ved at udplyndre naturressourcer (olie, mineraler, skove...), luftforurening ved udslip af CO2 og andre drivhusgasser, samt forurening ved eksport af affald, bl.a. skibe til ophugning. I WWF Verdensnaturfondens perspektiv er brugergruppen den nuværende generation, der har stiftet økonomisk gæld til kommende generationer ved vores 'overtræk på naturens konto'. Begge synsvinkler indgår i forskningsområdet 'miljømæssig retfærdighed'. Internationale organisationer som  FNs Miljøprogram og EUs
Beyond GDP-initiativ fokuserer på indikatorer og opgørelser, der inddrager miljø og til en vis grad sociale spørgsmål.

### Ægte opsparing
Et tætbeslægtet begreb er ægte opsparing, som opgør den samlede nationale opsparing ved at supplere den traditionelle opgørelse af opsparingen i nationalregnskabet med den anslåede værdi af ændringerne i naturressourcer og forureningsniveau (dvs. naturkapital) og typisk også forhold som ændringer i uddannelsesniveauet (humankapital) mv. Verdensbanken har i en årrække beregnet den ægte opsparing i en række lande. Dem ægte opsparing kan være såvel positiv som negativ; det sidste vil være tilfældet, hvis en nations nedbrydning af naturkapitalen er større end stigningen i værdien af traditionelt opgjort kapital. Ægte opsparing er således en af de metoder, der kan anvendes til at undersøge, om et land har en bæredygtig udvikling. 

## Danmark
De økonomiske vismænd foretog i 2012 en beregning af Danmarks ægte opsparing i perioden 1990-2009. De konkluderede, at den ægte opsparing havde været positiv og i gennemsnit udgjort godt 7 % af BNP årligt. Selvom forbruget af naturressourcer, klima- og andre forureningsproblemer isoleret set medførte en negativ opsparing på ca. 9 % af BNP, blev det mere end opvejet af den betydelige stigning i især humankapitalen.
SF fremsatte i april 2014 "Forslag til folketingsbeslutning om indførelse af et grønt nationalregnskab for at fremme den grønne omstilling og bæredygtig udvikling". Der blev afholdt et åbent ekspertmøde om emnet. Herved blev givet en oversigt over de internationale organisationers arbejde med 'grønne nationalregnskaber'.

## Grønne regnskaber - om forbruget af naturressourcer
FNs Miljøprogram danner ramme for udvikling af opgørelser af forbruget af naturressourcer. En FN-manual, SEEA 1993, kombinerede den standardiserede opgørelse af nationalregnskabet med miljømæssige aspekter.
I 2012 udkom den første internationale standard for et miljømæssigt-økonomisk ('grønt') nationalregnskab, System of Environmental-Economic Accounts (SEEA). Standarden søger også at opgøre status for økosystemer. Principperne er præsenteret og anvendt i Danmark, bl.a. ved en opgørelse af vandressourcer: grundvand, overfladevand, søer og åer.